# مقاطعة بستان أباد
مقاطعة بستان أباد (بالفارسية: شهرستان بستان‌آباد) هي مقاطعة تقع في إيران في أذربيجان الشرقية. يقدر عدد سكانها بـ 96,555 نسمة .